# بازگشایی کلیسای نوتردام پاریس
مراسم بازگشایی کلیسای نوتردام پاریس، پس از اتمام مرمت آن در پی آتش‌سوزی سال ۲۰۱۹، در ۷ دسامبر ۲۰۲۴ برگزار شد. مراسم بازگشایی آن به ریاست اسقف اعظم پاریس و با حضور تعداد زیادی از سران حاضر و سابق دولت از کشورهای گوناگون برگزار شد. به دنبال آن مراسم عشای ربانی در ۸ دسامبر برگزار شد.
آتش‌سوزی کلیسای نوتردام در ۱۵ آوریل ۲۰۱۹، چوب‌های سقف متعلق به قرون وسطی، گلدسته و سه بخش طاق سنگی را از بین برد. به دنبال درخواست برای بازسازی این کلیسا، ۸۵۰ میلیون یورو جمع‌آوری شد و دو هزار سنگ‌تراش، نجار، مرمت‌کننده‌های آثار هنری، مهندسان و معماران روی این پروژه کار کردند.